# Seidnaya
Seidnaya, Sednaya, Saydnaya ou Saidnaya (en arabe : صيدنايا / ṣaydnāyā [sˁedˈnaːjaː] ; en syriaque : ܣܝܕܢܝܐ) est une ville de la montagne syrienne où la langue araméenne (langue parlée par le Christ) est encore parlée par certains habitants.
Sa population est presque exclusivement chrétienne, toutes confessions confondues, et est le refuge des chrétiens de Damas l'été. Le monastère Notre-Dame de Seidnaya est particulièrement renommé.

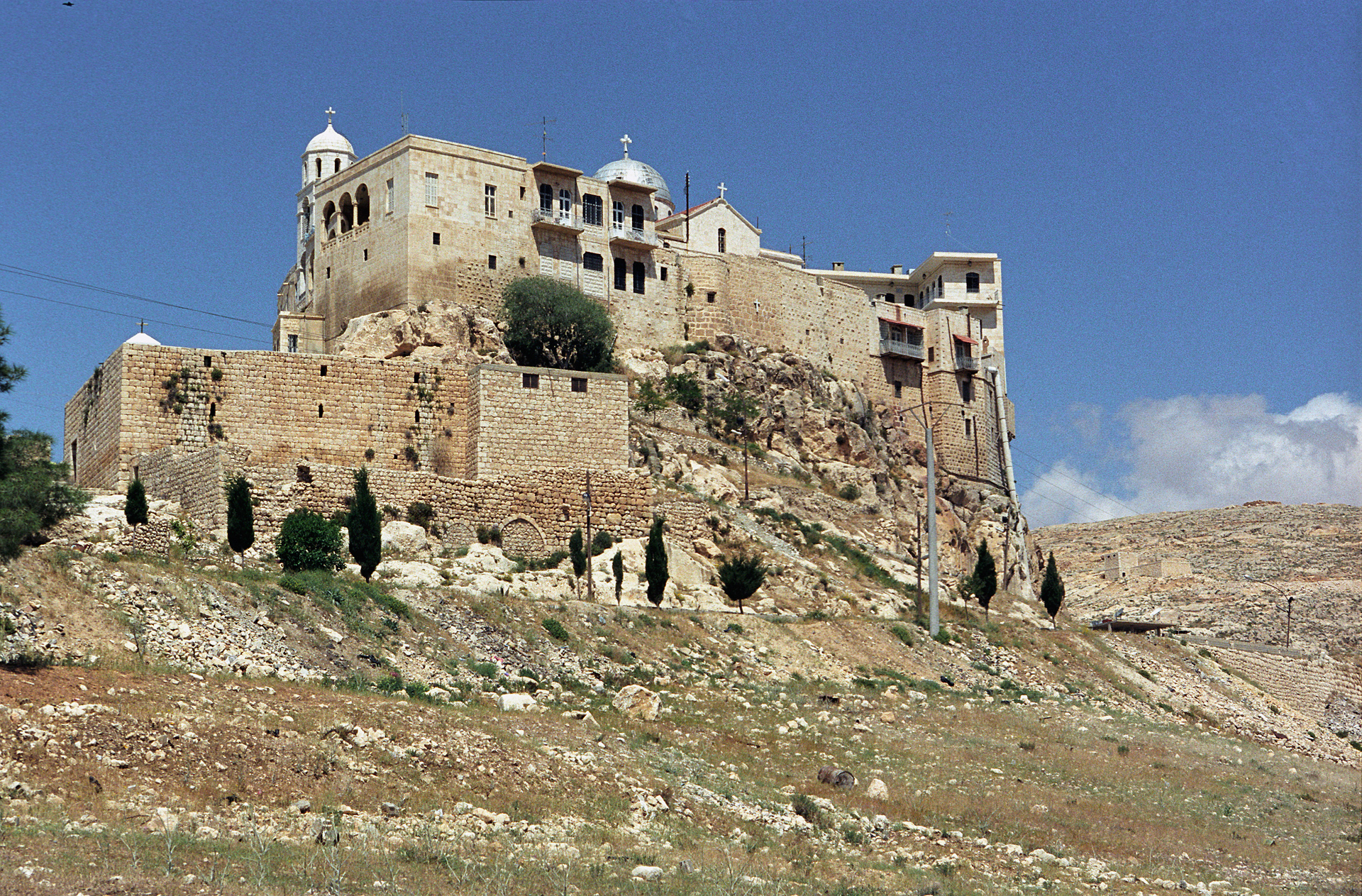
Le monastère Notre-Dame de Seidnaya.

Dans les environs, sur le mont Cherubim (« montagnes des Chérubins »), a été érigée en 2013, par les Églises orthodoxes d'Ukraine et de Russie, une statue monumentale du Christ. Placée à une altitude de 2 100 mètres, la sculpture peut être vue depuis le Liban, la Jordanie, la Palestine et Israël, a indiqué l'Académie théologique de Moscou, à l'origine du projet,.
Au cours de la guerre civile syrienne, le nom de Saidnaya devient connu dans le monde entier pour la prison militaire qui s'y trouve, décrite comme l'une des pires de Syrie, ou encore comme un « abattoir humain »,.

## Histoire
Le nom du village est souvent expliqué comme provenant du mot syriaque signifiant « Notre Dame ». Mais selon Jacques Briend, « le toponyme Saidnaya/ayya : « le(s) Sidonien(s) » » serait l'« indice probable d'un domaine royal particulier concédé à des Phéniciens dans un contexte araméophone. »

### Moyen Âge
Maître Thietmar, auteur médiéval allemand de chroniques décrit son pèlerinage à Seidnaya et consacre quatre pages à l'icône de la Mère de Dieu se trouvant au monastère. Il relate les origines de la dévotion à cette icône, ainsi que le miracle de l'huile émanant de cette icône. En septembre 1240, après que Thibaut III de Champagne eut conclu un traité avec le sultan d'Égypte, le bénédictin Benoît d'Alignan fait un pèlerinage à Notre-Dame de Seidnaya avec la permission du sultan. Cela prouve l'importance de ce pèlerinage pour les chrétiens de l'époque, autant pour les chrétiens d'Orient que pour ceux de l'Église latine.
Les chroniques du XIIIe siècle rapportent aussi que les Templiers se rendaient régulièrement au monastère de Seidnaya, afin de prendre de l'huile sainte pour leurs églises en Europe occidentale.

### XXIesiècle
Au cours de la guerre civile syrienne, le nom de la ville de Saidnaya devient célèbre dans le monde entier pour la prison qui s'y trouve. La prison de Saidnaya est en effet décrite comme l'une des pires de Syrie, ou encore comme un « abattoir humain », par l'ONG Amnesty international,,.